# Mary, Turkmenistan
Mary là thành phố thủ phủ của tỉnh Mary ở Turkmenistan. Tên cũ bao gồm Merv, Meru và Margiana. Thành phố là một ốc đảo ở sa mạc Karakum, nằm bên sông Murghab. Trong năm 2009, Mary đã cót dân số 123.000 , tăng từ 92.000 trong tổng điều tra năm 1989. Trong truyền thống Kerait, Đức Maria, mẹ của Chúa Giêsu đã được chôn cất ở đây.

## Lịch sử
Thành phố cổ Merv là một thành phố ốc đảo trên Con đường tơ lụa. Nó đã bị chiếm bởi Đế quốc Nga vào năm 1884, gây ra Sự kiện Panjdeh giữa các lực lượng Afghanistan và quân đội Hoàng gia Nga. Khu định cư hiện đại được thành lập một năm sau đó như là một tiền đồn quân sự và hành chính của Nga.
Một lực lượng quân đội Ấn Độ thuộc Anh bao gồm một đội súng máy bao gồm 40 quân Punjab và một sĩ quan Anh chống lại những người Bolshevik gần Merv trong tháng 8 năm 1918 trong cuộc đối đầu trực tiếp đầu tiên giữa quân đội Anh và người Nga kể từ khi Chiến tranh Crimea.
Mary được phát triển bởi Liên Xô thành một trung tâm sản xuất bông thông qua việc sử dụng công trình thủy lợi lớn. Năm 1968, dự trữ khí đốt tự nhiên khổng lồ được phát hiện 20 km về phía tây của thành phố. 

## Kinh tế
Mary là thành phố lớn thứ tư của Turkmenistan, và một trung tâm công nghiệp lớn, cho các ngành công nghiệp khí thiên nhiên và bông, hai ngành công nghiệp xuất khẩu chủ lực của quốc gia. Đây là trung tâm thương mại cho bông, ngũ cốc, da, và len.